# Çerkes Mehmed Ali Pascià
Çerkes Mehmed Ali Pascià (1557 – Tokat, 28 gennaio 1625) è stato un politico ottomano di origine circassa. Fu Gran Visir dell'Impero Ottomano dal 1624 al 1625. L'epiteto Çerkes si riferisce alla sua origine circassa.  
Scalò varie posizioni della amministrazione ottomana, fra cui quella di Silahdar Agha venendo poi nominato nominato beilerbei di Damasco intorno al 1618 e nel 1621 fu promosso a quinto visir. Nel 1624, dopo la rimozione e l'esecuzione di Kemankeş Kara Ali Pascià il 3 aprile, il sultano lo costrinse ad accettare la posizione vacante e divenne così serraschiere incaricato di reprimere la rivolta di Abaza Mehmed Pascià e di riconquistare Baghdad, ai Safavidi, la cui caduta aveva causato l'esecuzione del suo predecessore. Passò attraverso Konya ma non fu in grado di prendere Niğde dai ribelli. Il 3 settembre 1624 diede battaglia ai ribelli sul ponte di Karasu (in turco: Karasu Köprüsü), vicino a Kayseri sconfiggendoli; inseguì i ribelli e catturò la moglie e la figlia di Abaza che furono scortate da un ufficiale a Sivas. Arrivato a Tercan ricevette un'ambasciata del pascià ribelle, profugo a Erzurum, che domandò il perdono, accettando di insediare una guarnigione di giannizzeri nella cittadella di Erzurum. Trascorse quindi l'inverno a Tokat (dicembre 1624) dove si ammalò e morì il 27 gennaio 1625.
Nel 1618 gli venne data in sposa Mihrimah Sultan, figlia del sultano Murad III. 